# غولييلمو ستينداردو
غولييلمو ستينداردو ( Guglielmo Stendardo)، (نابولي، 6 مايو 1981)، لاعب كرة قدم إيطالي.
بدأ مسيرته الكروية مع نادي نابولي في موسم 1997/1998، ولعب معهم مباراة واحدة، وفي عام 1999 انتقل إلى نادي سامبدوريا، ولعب معهم حتى عام 2002، وشارك معهم في 32 مباراة، وفي موسم 2002/2003 انتقل إلى نادي سالرنيتانا، ولعب معهم 17 مباراة وسجل 4 أهداف، وفي موسم 2003/2004 لعب مع نادي كاتانيا، وشارك معهم في 42 مباراة، وفي موسم 2004/2005 لعب مع نادي بيروجيا، ولعب معهم 39 مباراة وسجل 3 أهداف، ومنذ عام 2005 وهو يلعب مع نادي لاتسيو، حتى أعلن انتقاله في يناير 2008 إلى نادي يوفنتس

## روابط خارجية
- غولييلمو ستينداردو على موقع الاتحاد الأوربي (الإنجليزية)
- غولييلمو ستينداردو على موقع قاعدة بيانات كرة القدم.إي يو (الإنجليزية)
- غولييلمو ستينداردو على موقع Soccerbase.com (لاعب) (الإنجليزية)
- غولييلمو ستينداردو على موقع Soccerway.com (الإنجليزية)
- غولييلمو ستينداردو على موقع عالم كرة القدم.نت (الإنجليزية)
- غولييلمو ستينداردو على موقع كووورة